# Медісон Паркер
Жанетт Фрешль (угор. Fröschl Zsanett; нар. 21 червня 1989, Будапешт), відома як Медісон Паркер (англ. Madison Parker) — угорська порноакторка.

## Біографія
Народилася у Будапешті, Угорщина, 21 червня 1989 року. 
В порноіндустрію потрапила в 2007, у 18 років. Перший порнофільм — голландського виробництва, Spicy Teens 5. Знялась приблизно у 200 порнофільмах.
Відома сценами анального сексу і подвійного проникнення.
У 2010 році одружилася, народила двох дітей.

## Нагороди і номінації
- 2009 Hot D'Or — Краща європейська молода акторка (номінація)[5][6]
- 2010 AVN Awards — Краща іноземна виконавиця року (номінація)[7]
- 2010 AVN Awards — Краща групова сексуальна сцена (номінація) — разом з Боббі Старр, Енді Андерсоном, Адріенн Ніколь, Тоні Рібасом і Майклом Стефано за сцену у фільмі «Anal Evil 10»
- 2010 XBIZ Award — нова зірка року (номінація)[8]
- 2010 °F.A.M.E — краща нова зірка[9]
- 2011 AVN Awards — Краща сцена анального сексу (номінація) — разом з Еріком Еверхардом за виконання сцени у фільмі «Do not Make Me Call 3»[10]

## Вибрана фільмографія
- Story of Jade (2010)
- Madame de Bonplaisir (2010)
- Story of Laly (2009)
- Dorcel Airlines: First Class (2009)
- Dorcel Airlines: Flight to Ibiza (2009)
- Aletta: Pornochic 18 (2009)
- Mia, jeune infirmière (2009)
- Angel Perverse 10 (2009)
- Rocco's Intimacy 2 (2008)